# Прощай, оружие! (фильм, 1932)
«Прощай, оружие!» (англ. A Farewell to Arms) — фильм американского режиссёра Фрэнка Борзейги, снятый в 1932 году на киностудии Paramount Pictures по сюжету одноимённого романа Эрнеста Хемингуэя. Картина была номинирована на 4 премии «Оскар», из которых получила две — за лучшую операторскую работу и за лучший звук.

## Сюжет
Гражданин США Фредерик Генри (актёр Гэри Купер) в годы Первой мировой войны вступает в итальянскую армию лейтенантом санитарного батальона. Во время одной из ночных бомбардировок он случайно знакомится с медсестрой, англичанкой Кэтрин Баркли (Хейс). Уже во время второй встречи молодые люди, осознавая хрупкость жизни и любви на войне, вступают в связь. При последовавшей вскоре наступательной операции Фредерик получает многочисленные осколочные раны ног. Его оперирует товарищ, капитан итальянской медицинской службы Ринальди (актёр Адольф Менжу). Этот офицер, также увлечённый мисс Баркли и ранее несколько уязвлённый её выбором, тем не менее устраивает так, что для последующего лечения Фредерик отправлен в Милан, в госпиталь, где служит Кэтрин. Молодые люди признаются во взаимной любви. Полковой священник, нарушая армейский устав и религиозные каноны, венчает их.
Выздоравливающий Фредерик возвращается в действующую армию. Он ежедневно отправляет Кэтрин письма, однако она их не получает. Ринальди не желает верить в их любовь и хочет вернуть Фредерика к прежнему образу жизни — холостяцкому разгулу (по мнению ряда критиков причина его поступков — ревность). Он, как старший офицер, отвечающий за осуществление военной цензуры корреспонденции, запрещает отправку и получение писем лейтенанта Генри. Фредерик всё более обеспокоен. Во время одной из боевых операций он покидает расположение части, тем самым формально становясь дезертиром. Тайком он пробирается в Милан, но Кэтрин в госпитале уже нет. Её подруга Эллен скрывает её местонахождение, но сообщает, что девушка беременна. От Ринальди Фредерик узнаёт, что его возлюбленная в Швейцарии и нелегально отправляется туда. Он находит её в палате родильного дома городка Бриссаго, но влюблённых настигает трагедия: ребёнок рождается мёртвым, через несколько часов Кэтрин умирает на руках Фредерика. Одновременно раздаётся колокольный набат, извещающий о заключении мирного договора между Италией и Австро-Венгрией.
Существует альтернативный, «счастливый голливудский» финал — Кэтрин выживает. Фильм в редакции с таким развитием сюжета демонстрировался в США в 1930-х годах, был позитивно воспринят зрителями, но вызвал протест у Эрнеста Хемингуэя.

## В ролях
- Гэри Купер — Фредерик Генри
- Хелен Хейс — Кэтрин Баркли
- Адольф Менжу — Ринальди
- Джек Ла Ру — священник
- Мэри Филипс — Эллен Фергюсон
- Генри Арметта — Бонелло (в титрах не указан)

## Награды
- 1932 год — премия Национального совета кинокритиков США
- 1934 год — Премия «Оскар» за лучшую операторскую работу
- 1934 год — Премия «Оскар» за лучший звук

## Критика
Обозреватель газеты «The New York Times» в 1930-е годы так отозвался о фильме: «Возможно теми, кто не читал роман Хемингуэя, картина будет воспринята с определённым интересом как трагическая мелодрама. Однако при этом в некоторых сценах кинематографисты считают само собой разумеющимся, что зрители читали книгу. Фильм слишком быстро переходит от одного эпизода к другому, а тяготы и переживания лейтенанта Генри обозначаются отрывками, скорее намёками, чем прямым текстом».
Современные критики мягче и снисходительнее оценивают картину времён становления кинематографа. Так один из ведущих авторов Rotten Tomatoes Эмануил Леви пишет, что его впечатляет общий визуальный стиль: «Борзейги отображает военные сцены в каком-то странном, задумчивом качестве, близком к экспрессионизму». Редактор профильного журнала «Ozus’s World Movie Reviews» (Вермонт, США) Деннис Шварц утверждает, что хотя большинством киноведов картина признана лучшей экранизацией романа Хемингуэя, с его точки зрения она «увязла в лишней сентиментальности».
Дэн Каллахан из «Slant Magazine» отмечает: «Хемингуэй был величественно презрителен к версии Фрэнка Борзейги. Но время было добрее к фильму. Оно стирает из памяти пессимизм писателя и заменяет его свидетельством о вечной любви между мужчиной и женщиной».